# 伊万·科斯托普洛斯
伊雲·高斯度普路斯（英語：Evan Kostopoulos，1990年5月7日—），生於澳洲阿德萊德，澳洲足球運動員，司職前鋒，在2010年至13年間效力澳職球會阿德萊德聯並隨隊出戰亞冠盃，於2010年1月30日對威靈頓鳳凰的賽事在79分鐘後備入替亞當休斯完成了他職業生涯中在阿德萊德聯的處子戰，於2014年7月加盟香港超級聯賽球隊南華，不過在季初便於練習中觸傷膝部經隊醫診斷後證實傷及半月板，傷瘉後在聯賽表現保持出色至季尾離隊，現時效力南澳洲國家超級聯賽球隊阿德萊德城。

## 外部連結
- Adelaide United profile
- 香港足球總會網頁球員註冊資料 （页面存档备份，存于）